# Konstanta disociacije kisline
Konstanta kisline Ka (poznana tudi kot disociacijska konstanta kisline, konstanta disociacije kisline ali kislinsko-ionizacijska konstanta) je merilo moči neke kisline - njene kislosti. Je konstanta ravnotežja za kemijsko reakcijo poznano kot disociacija (razpad molekul na enostavnejše molekule, atome, ione).
To ravnovesje se lahko simbolno zapiše kot:
HA {\displaystyle \rightleftharpoons } A- + H+
kjer je HA kislina, ki disociira na A- (konjugirana baza) in na vodikov ion ali proton H+, ki v primeru vodnih raztopin obstaja kot oksonijev ion (H3O+).
Konstanto kisline lahko izrazimo kot kvocient ravnotežnih koncentracij HA, A- in H+, ki jih predstavljajo [HA], [A-] in [H+]:
{\displaystyle K_{\mathrm {a} }=\mathrm {\frac {[A^{-}][H^{+}]}{[HA]}} }
Zaradi velikega razpona vrednosti, ki jih lahko ima konstanta Ka se v praksi pogosteje uporablja vrednost pKa, ki je enaka negativni vrednosti desetiškega logaritma vrednosti Ka:
pKa = -log10Ka

Večja kot je vrednost pKa, manjša je disociacija in tem šibkejša je kislina. Močna kislina je v vodi skoraj popolnoma disociirana.
Kisline lahko oddajo enega, nekatere pa tudi več protonov (lahko so monoprotične, diprotične, poliprotične). 
Monoprotična kislina: 
CH3COOH {\displaystyle \rightleftharpoons } CH3COO- + H+
Diprotična kislina: 
H2SO4 {\displaystyle \rightleftharpoons } HSO4- + H+
HSO4- {\displaystyle \rightleftharpoons } SO42- + H+
Za vsako izmed zapisanih reakcij lahko napišemo izraz za Ka. Poliprotične kisline imajo zato več pKa vrednosti. 

## Vplivi na vrednost pKa
Sposobnost oddajanja protona (disociacije) je odvisna od strukture spojine. Pri organskih kislinah na kislost močno vplivajo: induktivni in resonančni (mezomerni) efekt funkcionalnih skupin ter možnost tvorbe intramolekularnih (znotraj molekule) vodikovih vezi.
Vrednost pKa se spreminja s temperaturo. Če je reakcija disociacije kisline endotermna, se pKa s povišanjem temperature zmanjša. Obratno velja za eksotermne reakcije.

## Pomen pKa
Če poznamo pKa vrednost snovi in njeno koncentracijo, lahko predvidimo pH raztopine. Mogoče je izračunati tudi ravnovesno koncentracijo kislin in baz v raztopini, kadar poznamo pH raztopine. Zveza, ki povezuje te količine, se imenuje Henderson-Hasselbalchova enačba. Izračuni so pogosti v različnih vejah kemije, biologije, medicine in geologije.
Na primer, mnoge učinkovine, ki se uporabljajo pri zdravljenju, so šibke kisline ali baze. Če poznamo njihove pKa vrednosti in porazdelitveni koeficient v sistemu voda-oktanol, lahko ocenimo, v kolikšni meri se bodo absorbirale v krvni obtok.
pKa vrednosti so nepogrešljive v kemiji vodnih raztopin in oceanografski kemiji. V živih bitjih sta kislinsko-bazično ravnovesje in kinetika encimov odvisna od pKa vrednosti mnogih kislin in baz, prisotnih v celicah teh organizmov. 
V kemiji je poznavanje pKa vrednosti potrebno za pripravo pufrov (posebnih vodnih raztopin, s katerimi vzrdžujemo praktično konstanten pH raztopine) in je osnova za razumevanje interakcij med kislinami ali bazami in kovinskimi ioni pri nastanku kompleksnih spojin.

## Določanje pKa
pKa vrednosti se lahko eksperimentalno določi s potenciometrično titracijo, vendar le za vrednosti pKa med 2 in 11. Za vrednosti izven tega območja se poslužujemo spektrofotometričnih ali NMR metod.
Titracijo se izvaja v topilu z visoko ionsko močjo pri stalni temperaturi. Raztopini snovi, ki se ji določa pKa, se doda toliko močne kisline, da se doseže pH, pri katerem je snov popolnoma protonirana. Raztopino se nato titrira z močno bazo, dokler se ne doseže pH vrednosti, pri kateri je snov popolnoma deprotonirana. Tekom celotne titracije se meri pH v odvisnosti od volumna dodane baze in iz teh podatkov nato izriše titracijsko krivuljo. Po Henderson-Hasselbalchovi enačbi je pKa enaka pH, ko je koncentracija protonirane oblike enaka koncentraciji neprotonirane oblike snovi. To točko se določi s pomočjo titracijske krivulje z metodo najmanjših kvadratov.